# Bjarne Pettersen
Bjarne Viktor Pettersen (Oslo, 1891. június 8. – Porsgrunn, 1983. december 14.) olimpiai bajnok norvég tornász.
Az 1912. évi nyári olimpiai játékokon indult tornában és csapat összetettben szabadon választott szerekkel olimpiai bajnok lett.
Klubcsapata a IF Urædd volt.